# Camilla Arfwedson
Camilla Katrina Arfwedson (Londres; 16 de octubre de 1981) es una actriz británica conocida por sus participaciones en teatro.

## Biografía
Es hija de padre sueco y madre inglesa. Se casó con Jack Hawkins en 2019. El 1 de septiembre de 2022 nació su hijo Auro.

## Carrera
Apareció en comerciales para "Secret Escapes Holidays".
En 2005 obtuvo un pequeño papel en la película A Waste of Shame: The Mystery of Shakespeare and His Sonnets donde interpretó a una de las doncellas de Lucie (Indira Varma).
En 2008 interpretó a Lady Charlotte en la película The Duchess protagonizada por Keira Knightley. Ese mismo año obtuvo un pequeño papel en la película A Bunch of Amateurs donde interpretó a Amanda Blacke, la hija de Jefferson Steel (Burt Reynolds).
En 2012 apareció en la película Wrong Turn 5: Blood Wath donde interpretó a la sheriff Angela Carter.
En 2013 apareció como invitada en un episodio de la serie policíaca Jo donde interpretó a Charlotte Dumas.
El 10 de septiembre del mismo año se unió al elenco principal de la serie médica Holby City donde interpretó la doctora Zosia March, hasta el 26 de septiembre de 2017 después de que su personaje decidiera mudarse a los Estados Unidos para estudiar.
En 2021 apareció en la película Tom & Jerry donde interpretó a Linda Perrybottom.

## Filmografía[6]

### Series de Televisión
| Año         | Título                | Personaje           | Notas                                 |
| ----------- | --------------------- | ------------------- | ------------------------------------- |
| 2009        | Law & Order: UK       | Laura Todd          | episodio "Alesha"                     |
| 2009        | Minder                | Henriette Phillips  | episodio "The Art of the Matter"      |
| 2010        | Lewis                 | Scarlett Mortmaigne | episodio "The Dead of Winter"         |
| 2011        | Pete vs. Life         | Helene              | episodio "A Night at the Light Opera" |
| 2013        | Air Force One is Down | Irena Burak         | episodio # 1.1                        |
| 2013        | Jo                    | Charlotte Dumas     | episodio "Invalides"                  |
| 2013        | Way to Go             | Kelly               | episodio "The Business End of Things" |
| 2013 - 2017 | Holby City            | Dra. Zosia March    | 172 episodios                         |

### Películas
| Año  | Título                                              | Personaje         | Notas                                                                                      |
| ---- | --------------------------------------------------- | ----------------- | ------------------------------------------------------------------------------------------ |
| 2005 | A Waste of Shame: The Mystery of Shakespeare and... | Dama de Lucie     | junto a Rupert Graves, Tom Sturridge, Anna Chancellor, Nicholas Rowe & Tom Hiddleston      |
| -    | Me and All the Mothers                              | -                 | -                                                                                          |
| -    | The Live Floor Show                                 | Lady Montgomery   | -                                                                                          |
| 2007 | Drive In                                            | Mujer             | corto - junto a Simon Bridge                                                               |
| 2007 | Sex, the City and Me                                | Tamara            | junto a Sarah Parish, Shaun Dingwall, Burn Gorman, Elliot Levey & Raza Jaffrey             |
| 2007 | Breath                                              | Emily             | corto - junto a Alex Cox, Tina D'Cruz, Christopher Giangiordano & Richard Graham           |
| 2008 | A Bunch of Amateurs                                 | Amanda Blacke     | junto a Burt Reynolds, Derek Jacobi, Alistair Petrie & Samantha Bond                       |
| 2008 | Marple: Murder Is Easy                              | Rose Humbleby     | junto a Julia McKenzie, Sylvia Syms, Benedict Cumberbatch & Anna Chancellor                |
| 2008 | The Duchess                                         | Lady Charlotte    | junto a Keira Knightley, Ralph Fiennes, Charlotte Rampling, Dominic Cooper & Hayley Atwell |
| 2009 | Leave                                               | Penelope          | corto - junto a Alexis Rodney, Tristam Summers & Michelle Greenidge                        |
| 2009 | Then, Voyager                                       | Elizabeth         | corto - junto a Morgan Philpott & Rosemary Smith                                           |
| 2011 | Side By Side                                        | Lisa              | junto a Sam Phillips & Natalie Gumede                                                      |
| 2012 | If It Looks Like Love                               | Pippa             | corto - junto a David Bark-Jones, Rita Davies & James Anderson                             |
| 2012 | Wrong Turn 5: Blood Wath                            | Angela Carter     | junto a Doug Bradley, Simon Ginty, Roxanne McKee & Paul Luebke                             |
| 2021 | Tom & Jerry                                         | Linda Perrybottom | junto a Chloë Grace Moretz                                                                 |

### Teatro
| Año  | Obra                   | Personaje    | Director (a)         | Teatro               | Notas                                                             |
| ---- | ---------------------- | ------------ | -------------------- | -------------------- | ----------------------------------------------------------------- |
| 2001 | A Slight Ache          | Flora        | Thom Tuck            | -                    | junto a Tom Morton & Matt Addicott                                |
| -    | Bedroom Farce          | Delia        | Simon Yadoo          | -                    | -                                                                 |
| -    | Sore Throats           | Judy         | Thom Tuck            | -                    | -                                                                 |
| -    | Skylight               | Kyra         | Michael Sophocles    | -                    | -                                                                 |
| -    | Private Lives          | Amanda       | Frederic Wake-Walker | -                    | -                                                                 |
| -    | Square One             | Diane        | Ben Cross            | Etcetera Theatre     | -                                                                 |
| 2005 | The Shape of Things    | Evelyn       | Ed Behrens           | Barons Court Theatre | junto a Sam Hoare, Russ Bain & Olivia Grant                       |
| -    | Vagina Monologues      | -            | Alice Russell        | -                    | -                                                                 |
| 2010 | Anthony and Cleopatra  | Octavia/Iris | Patrick Sandford     | Nuffield Theatre     | junto a Robin Don, Susie Trayling, Sophia Nomvete & Oliver Wilson |
| -    | Bash                   | -            | Tim Hoare            | -                    | -                                                                 |
| -    | Festen                 | -            | -                    | -                    | -                                                                 |
| 2011 | The Merchant of Venice | Portia       | Peter Meakin         | Derby Theatre        | junto a Sam Phillips, Peter Caulfield, Haz Webb & George Telfer   |